# Gmina Preseka
Gmina Preseka (chorw. Općina Preseka) – gmina w Chorwacji, w żupanii zagrzebskiej. W 2011 roku liczyła  1448 mieszkańców.